# Rambo: First Blood
Rambo: First Blood, ou simplesmente Rambo (bra: Rambo - Programado para Matar; prt: A Fúria do Herói), é um filme norte-americano de 1982 dirigido por Ted Kotcheff, produzido por Mario Kassar e Andrew G. Vajna, com roteiro de David Morrell, Michael Kozoll, William Sackheim e Sylvester Stallone. A história é baseada na obra de mesmo título de David Morrell, publicada em 1972. O título original First Blood refere-se à frase "They drew first blood, not me!", dita pelo personagem no filme.

## Enredo
O veterano da Guerra do Vietnã John Rambo vai a uma casa no lago à procura de um velho camarada, apenas para descobrir que seu amigo morreu de câncer mais de um ano antes, provocado pela exposição ao Agente Laranja durante a guerra. Ele oferece suas condolências à viúva do soldado por sua perda e lhe dá uma foto do casal e do resto de sua unidade, a Baker Team.
Continuando suas viagens, Rambo chega à cidade de Hope, Washington. O xerife, Will Teasle, o leva para os arredores da cidade, explicando que considera seu trabalho manter os andarilhos fora de Hope. Negligenciando o aviso do xerife, Rambo retorna a Hope, levando Teasle a prender Rambo sob acusações de vadiagem, resistência à prisão e posse de uma faca escondida. Liderados pelo sádico vice-chefe Art Galt, os oficiais subalternos de Teasle abusam de Rambo, desencadeando flashbacks da tortura que ele sofreu no Vietnã. Quando eles tentam raspá-lo com uma navalha reta, Rambo estala, luta para sair da delegacia, recupera sua faca e foge em uma motocicleta para a floresta. Teasle organiza uma festa de busca com fuzis, cães e um helicóptero.
Desafiando as ordens de Teasle, Galt tenta atirar em Rambo do helicóptero. Encurralado em um penhasco alto, Rambo pula em uma árvore, ferindo seu braço direito. Com Galt ainda atirando nele, Rambo joga uma pedra no helicóptero, quebrando seu para-brisa e fazendo com que o piloto perca brevemente o controle. Perdendo o equilíbrio, Galt cai para a morte nas rochas irregulares. Rambo tenta se render a Teasle, argumentando que a morte de Galt foi um acidente e que ele não quer mais problemas, mas os deputados atiram nele, e ele foge. Outros oficiais avisam Teasle que Rambo é um boina verde letal, herói de guerra e ganhador da Medalha de Honra, mas Teasle jura vingança e continua a busca.
Usando armadilhas e suas próprias mãos, Rambo mata os cães e subjuga todos os oficiais e captura Teasle, segurando uma faca em sua garganta e ameaçando guerra se ele não desistir da perseguição, antes de recuar ainda mais para a floresta. A Patrulha do Estado de Washington e a Guarda Nacional de Washington são enviadas para ajudar Teasle, juntamente com o mentor de Rambo e ex-comandante, o coronel Sam Trautman. Trautman aconselha que Rambo deve ser autorizado a escapar para a próxima cidade para desarmar a situação, então ser autorizado a se render pacificamente mais tarde, mas Teasle, confiante de que Rambo está irremediavelmente em menor número, se recusa. Teasle permite que Trautman entre em contato com Rambo para persuadi-lo a se render, mas Rambo se recusa, condenando Teasle e seus adjuntos por seus abusos e citando que eles "tiraram o primeiro sangue".
À entrada de uma mina abandonada, um destacamento da Guarda Nacional encurrala Rambo. Ignorando as instruções de Teasle para esperar sua chegada, os guardas disparam um lançador de foguetes, desmoronando a entrada e aparentemente matando Rambo. Rambo sobrevive e, encontrando uma saída, sequestra um caminhão militar carregando uma metralhadora M60 e munição e retorna a Hope para causar o máximo de dano possível. Em um esforço para distrair as autoridades, Rambo explode um posto de gasolina, corta a energia da maior parte da cidade, destrói uma loja de artigos esportivos e atira contra o posto do xerife. Trautman, entendendo que Teasle está superado, tenta novamente convencê-lo a deixar Rambo livre; Teasle ignora suas ordens e tenta caçar Rambo no telhado da estação, mas é baleado e ferido por ele.
Enquanto Rambo se prepara para matar Teasle, Trautman aparece e avisa Rambo que ele será morto a menos que ele se renda, lembrando-o de que ele é o último sobrevivente da Equipe Baker. Rambo desabafa sobre os horrores da guerra e suas experiências traumáticas – ver seus amigos morrerem no Vietnã, ser mal tratado ao voltar para casa, ser incapaz de manter um emprego e ser esquecido apesar de seus sacrifícios – e desaba chorando ao contar como um bom amigo foi morto por uma criança-soldado vietcongue usando uma caixa de engraxate com explosivos. Depois de ser confortado por Trautman, Rambo se rende e é levado sob custódia federal, enquanto Teasle é levado para uma ambulância de espera para ser transportado para o hospital.

## Elenco
- Sylvester Stallone ..... John Rambo
- Richard Crenna ..... Coronel Samuel Trautman
- Brian Dennehy ..... Xerife Will Teasle
- Bill McKinney ..... Kern
- Jack Starrett ..... Galt
- Michael Talbott ..... Balford
- Chris Mulkey ..... Ward
- John McLiam ..... Orval
- Alf HumphreysvLester
- David Caruso ..... Mitch
- David L. Crowley ..... Shingleton
- Don Mackay ..... Preston

## Produção
O roteiro original de "Rambo: Programado para Matar" previa que no final do filme John Rambo, após falar com o Coronel Samuel Trautman, cometeria suicídio. A cena chegou a ser filmada, mas acabou sendo excluída do filme e um novo final com John Rambo sendo preso foi filmado.
Há muitas diferenças entre o livro e o filme. No livro John Rambo na verdade é um homem problemático, que provoca morte de várias pessoas. No filme o protagonista é tratado como herói e as pessoas que o perseguem como vilões, o que também não existia no livro. Ele também não chega a matar ninguém no filme. O desfecho do filme não corresponde ao do livro, em que Rambo acaba morto pelo seu antigo comandante, o Coronel Trautman.

## Música
A trilha sonora do filme foi composta e conduzida por Jerry Goldsmith, cujo tema "It's a Long Road" adicionou uma nova dimensão ao personagem, e apareceu nas três sequências e spin-off animado do filme. A trilha sonora foi originalmente lançada em LP pelo selo Regency, embora tenha sido editada fora de sequência para uma audição mais satisfatória. O álbum foi relançado em CD com uma faixa extra ("No Power") duas vezes, primeiro como um dos títulos iniciais da Intrada Records, depois como um lançamento idêntico por Varèse Sarabande. A trilha sonora completa foi lançada pela Intrada em um conjunto de 2 CDs, juntamente com uma versão remasterizada do álbum original (com o logotipo Carolco [lançado anteriormente no álbum Extreme Prejudice da La-La Land Records] e a música do trailer Rambo: First Blood Part II adicionada), em 23 de novembro de 2010, como um de seus títulos ilimitados MAF.
| CD 1 – Complete Original Soundtrack 1. "Theme from First Blood" (pop orchestra version) 2. "Home Coming" 3. "My Town" 4. "Under Arrest" 5. "The Razor" 6. "A Head Start" 7. "Hanging On" 8. "Over the Cliff" 9. "A Stitch in Time" 10. "Mountain Hunt" 11. "No Truce" 12. "First Blood" 13. "The Tunnel" 14. "Escape Route" 15. "The Truck" 16. "No Power/Night Attack" 17. "Hide and Seek" 18. "It's a Long Road" (instrumental) 19. "It's a Long Road (Theme from First Blood)" (vocal: Dan Hill) | CD 2 – Original 1982 Soundtrack Album 1. "It's a Long Road (Theme from First Blood)" (vocal: Dan Hill) 2. "Escape Route" 3. "First Blood" 4. "The Tunnel" 5. "Hanging On" 6. "Home Coming" 7. "Mountain Hunt" 8. "My Town" 9. "The Razor" 10. "Over the Cliff" 11. "It's a Long Road" (instrumental) 12. "It's a Long Road" (recording session piano/vocal demo) 13. "Carolco Logo" 14. "Rambo" (Special Summer 1984 trailer) |

### Certificações
| Região                                              | Certificação | Vendas  |
| --------------------------------------------------- | ------------ | ------- |
| Hong Kong (IFPI Hong Kong)                          | Ouro         | 10 000* |
| *números de vendas baseados somente na certificação |              |         |

## Recepção
First Blood liderou as bilheterias dos EUA por três semanas consecutivas, e seu fim de semana de estreia de US$ 6 642 005 foi a melhor abertura de outubro na época.  O filme terminou como um sucesso financeiro significativo, com um total bruto de US$ 51 milhões no mercado interno, o filme de maior bilheteria do outono, e o 13º filme de maior bilheteria do ano.
O filme arrecadou US$ 125 milhões em todo o mundo, contra um orçamento de US$ 15 milhões. Foi notavelmente o primeiro grande blockbuster de Hollywood a ser lançado na China, onde foi lançado em 1985. Vendeu 76 milhões de ingressos na China, o maior para um filme estrangeiro de Hollywood até 2018.